# Jonathan Ñíguez
Jonathan Ñíguez Esclápez (Elche, 2 de abril de 1985), más conocido futbolísticamente como Jony, es un futbolista español. Juega como centrocampista y su actual equipo es el Athletic Club Torrellano de la Tercera División de España.

## Trayectoria
Hijo del exjugador del Elche C. F. José Antonio Ñíguez y hermano de los también futbolistas Aarón Ñíguez y Saúl Ñíguez, se formó en las categorías inferiores del Valencia C. F. Posteriormente jugaría en los filiales del Real Madrid C. F. y Villarreal C. F. Con el Real Madrid Castilla C. F. debutó en Segunda División. En el verano de 2008 firmó con el Ontinyent C. F. Tras dos campañas en el cuadro valenciano - con el que estuvo a punto de ascender a Segunda División - fue fichado por la U. D. Las Palmas y cedido al C. D. Mirandés. Con el equipo burgalés volvió a rozar el ascenso a Segunda División, solo la victoria del Deportivo Guadalajara en el partido de vuelta de la eliminatoria final se lo impidió. En el verano de 2011 regresó a la U. D. Las Palmas. Durante la pretemporada rescindió su contrato con el cuadro canario y fichó por el C. D. Guadalajara, nuevo equipo de la Segunda División y que, curiosamente, solo unas semanas antes le había privado del ascenso a la categoría de plata del fútbol español.
Con el cuadro alcarreño jugó durante dos temporadas en Segunda División, siendo uno de los jugadores que disputó más minutos. En el verano de 2013 decidió renovar su vinculación con el cuadro arriacense. Días después, tras confirmarse el descenso administrativo del club a Segunda División B, quedó liberado de su contrato y fichó por la A. D. Alcorcón. En julio de 2014 dejó España y fue fichado por el Rio Ave F. C. portugués con el que jugó en la Liga Europa de la UEFA. Un año más tarde firmó con el C. D. Feirense que militaba en la Segunda División de Portugal. En febrero de 2016 fichó por lo que restaba de temporada por el f. C. Koper esloveno.
En verano de 2016 fichó por el C. D. Alcoyano, equipo que competía en el grupo III de la 2.ª División B.
Tras una campaña en la que marcó 11 goles y consiguió clasificar al equipo para los playoffs de ascenso, fichó por el R. C. D. Mallorca para intentar devolver al equipo balear a 2.ª división.
El 27 de diciembre de 2017 fichó por el Elche C. F. en el mercado invernal, convirtiéndose así en el cuarto futbolista de la familia en vestir esa camiseta tras su padre y sus hermanos.
En julio de 2019 regresó al C. D. Alcoyano en calidad de cedido por una temporada, que posteriormente se extendió a una segunda.

## Clubes
| Club                     | País      | Año             |
| ------------------------ | --------- | --------------- |
| Valencia C. F. "C"       | España    | 2003-2004       |
| Valencia C. F. "B"       | España    | 2004-2005       |
| Real Madrid C. F. "C"    | España    | 2005-2007       |
| Villarreal C. F. "B"     | España    | 2007-2008       |
| Ontinyent C. F.          | España    | 2008-2010       |
| U. D. Las Palmas         | España    | 2010-2011       |
| C. D. Mirandés (cedido)  | España    | 2010-2011       |
| C. D. Guadalajara        | España    | 2011-2013       |
| A. D. Alcorcón           | España    | 2013-2014       |
| Rio Ave F. C.            | Portugal  | 2014-2015       |
| C. D. Feirense           | Portugal  | 2015-2016       |
| F. C. Koper              | Eslovenia | 2016            |
| C. D. Alcoyano           | España    | 2016-2017       |
| R. C. D. Mallorca        | España    | 2017            |
| UCAM Murcia C. F.        | España    | 2017            |
| Elche C. F.              | España    | 2018-           |
| C. D. Alcoyano (cedido)  | España    | 2019-2021       |
| Elche C. F.              | España    | 2020-2021       |
| Athletic Club Torrellano | España    | 2021-actualidad |